# Saison cyclonique 2018-2019 dans l'océan Indien sud-ouest
La saison cyclonique 2018-2019 dans l'océan Indien sud-ouest devait s'étendre officiellement du 15 novembre 2018 au 30 avril 2019, à l'exception de l'île Maurice et des Seychelles, dont la saison se terminerait le 15 mai 2019. Ces dates délimitent traditionnellement la période de l'année durant laquelle la plupart des cyclones tropicaux et subtropicaux se forment dans le bassin qui est à l'ouest de 90° E et au sud de l'équateur. La formation de cyclones dans ce bassin est surveillée par le Centre météorologique régional spécialisé cyclones de La Réunion.
Le premier système, la dépression tropicale Un, est apparu le 13 septembre 2018. Le cyclone le plus coûteux et le plus meurtrier fut Idai qui frappa Madagascar, le Malawi, le Mozambique et le Zimbabwe, faisant plus d'un millier de morts et 2,3 milliards de $ de dégâts. Le système le plus intense sera Kenneth.

## Nom des tempêtes
Dans le sud-ouest de l'océan Indien, les dépressions tropicales et les dépressions subtropicales dont la vitesse du vent est estimée à au moins 65 km/h par le Centre Météorologique Spécialisé Régional de La Réunion (RSMC La Réunion) se voient généralement assigner un nom. Cependant, ce sont les centres sous-régionaux de conseil pour les cyclones tropicaux de l'île Maurice et de Madagascar qui nomment les systèmes. Le Centre de l'île Maurice nomme une tempête si elle s'intensifie en une tempête tropicale modérée entre 55° E et 90° E. Si au contraire un cyclone s'intensifie en une tempête tropicale modérée entre 30° E et 55° E, le Centre sous-régional de Madagascar attribue le nom approprié à la tempête.
À partir de la saison 2016-17, les listes de noms dans le sud-ouest de l'océan Indien seront alternées sur une base triennale. Les noms de tempêtes ne sont utilisés qu'une seule fois, de sorte que tout nom de tempête utilisé cette année sera retiré de la rotation et remplacé par un nouveau nom pour la saison 2021-22. Les noms inutilisés devraient être réutilisés dans la liste pour la saison 2021-22.
| 3  | Alcide  |
| TT | Bouchra |
| 4  | Cilida  |
| TT | Desmond |

| TT | Eketsang |
| 4  | Funani   |
| 4  | Gelena   |
| 4  | Haleh    |

| 3 | Idai     |
| 4 | Joaninha |
| 4 | Kenneth  |
| 1 | Lorna    |

| Inc. | Maipelo |
| Inc. | Njazi   |
| Inc. | Oscar   |
| Inc. | Pamela  |

| Inc. | Quentin |
| Inc. | Rajab   |
| Inc. | Savana  |
| Inc. | Themba  |

| Inc. | Uyapo   |
| Inc. | Viviane |
| Inc. | Walter  |
| Inc. | Xangy   |

| Inc. | Yemurai |
| Inc. | Zanele  |

| 3  | Alcide  |
| TT | Bouchra |
| 4  | Cilida  |
| TT | Desmond |

| TT | Eketsang |
| 4  | Funani   |
| 4  | Gelena   |
| 4  | Haleh    |

| 3 | Idai     |
| 4 | Joaninha |
| 4 | Kenneth  |
| 1 | Lorna    |

| Inc. | Maipelo |
| Inc. | Njazi   |
| Inc. | Oscar   |
| Inc. | Pamela  |

| Inc. | Quentin |
| Inc. | Rajab   |
| Inc. | Savana  |
| Inc. | Themba  |

| Inc. | Uyapo   |
| Inc. | Viviane |
| Inc. | Walter  |
| Inc. | Xangy   |

| Inc. | Yemurai |
| Inc. | Zanele  |

## Déroulement
Le premier système, la dépression tropicale Un, est apparu dès le 13 septembre 2018. Puis rien avant le mois de novembre alors que le cyclone intense Alcide frôle Agaléga et la tempête tropicale Bouchra qui restera en mer.
Au mois de décembre, le 15, une nouvelle période d'activité débute avec le cyclone Kenaga qui s'est formé dans le bassin australien et entra dans le bassin de l'océan Indien sud-ouest en s'intensifiant pour devenir un cyclone intense. Vient ensuite Cilida qui se forme dans le bassin et s'intensifie extrêmement rapidement pour devenir un cyclone tropical intense.
S'ensuivit une période de repos cyclonique jusqu'au 15 janvier, où deux modestes tempêtes tropicales modérées nommées Desmond et Eketsang se formèrent à quelques jours de différence dans le canal du Mozambique et s'y dissipèrent. Eketsang a tout de même tué 27 personnes à la suite d'inondations sur Madagascar. Ensuite, 7 cyclones tropicaux intenses vont se succéder, constituant un record. Les deux premiers, Funani et Gelena, vont toucher Rodrigues, surtout le second qui occasionnera 35 millions de roupies de dégâts.
À la mi-mars, vient Haleh qui restera en mer, puis Idai qui restera dans les mémoires. Il n'était pas très puissant ni très grand, mais très lent et transporteur de centaines de milliards de tonnes d'eau, provoquant des pluies et des inondations au Mozambique qui font plus de 1 000 morts et 1 milliard de $US de dégâts, ce qui en fait le cyclone le plus meurtrier et le plus coûteux de l'histoire du Mozambique et du bassin indien sud-ouest tout entier.
Vers le 20 avril, Kenneth, frappa le Mozambique une nouvelle fois. C'est la deuxième fois dans l'histoire du bassin que le Mozambique est, en une saison, frappé par deux cyclones tropicaux intenses. En même temps, parallèlement à Kenneth, en mer à l'autre bout du bassin, un autre système, Lorna devient un cyclone tropical malgré un fort cisaillement du vent en altitude mais n'affectera aucune terre avant de se diriger vers le pôle Sud.

## Cyclones tropicaux

### Tempête tropicale modéréeUn
Le 13 septembre, une tempête tropicale s'est formée au sud-ouest de Diego Garcia. Le système a suivi une trajectoire ouest-sud-ouest, s'organisant lentement sur des eaux marginales comprises entre 26 et 27 °C et un cisaillement du vent modéré. Le 16 septembre, la dépression tropicale a commencé à s’affaiblir après avoir connu des conditions défavorables. Le 17 septembre, le centre de la Réunion et le JTWC ont émis leurs derniers avertissements et le système s'est dissipé. Dans l'analyse post-tempête, le système a été transformé en tempête tropicale modérée mais toujours sans nom.

### Cyclone tropical intenseAlcide
Le 5 novembre, une dépression tropicale s'est bien formée à l'est-nord-est de Madagascar. Le système s'est déplacé généralement vers l'ouest-sud-ouest dans des conditions plus favorables au cours des heures suivantes avant de devenir la tempête tropicale modérée Alcide plus tard dans la journée. Le 7 novembre à 6 h UTC, Alcide est devenu un cyclone tropical.
Le 8 novembre à 6 h UTC, le cyclone s'est intensifié pour devenir un cyclone tropical intense, frôlant à 10 km au nord Agaléga avec des vents soutenus de 165 km/h. Cependant, il fut rétrogradé au rang de cyclone tropical 6 heures plus tard en raison de la température plus froide de la surface de la mer et de conditions généralement moins favorables. Alcide a continué à affaiblir alors qu'il entamait une boucle anticyclonique à l'est de la pointe nord de Madagascar, tombant au niveau de tempête tropicale à 9 h UTC le 9 novembre.
Le système s'est rapidement détérioré par la suite, devenant une dépression tropicale à 0 h UTC le 11 novembre et Météo-France a mis fin aux avis à midi ce jour-là,.

### Forte tempête tropicaleBouchra
Un faible système dépressionnaire s'est développé le 1er novembre dans la zone de responsabilité de Météo-France de l'océan Indien équatorial et s'est lentement déplacé vers l'Est au cours des jours suivants, tout en montrant peu de signes d'intensification. Tard le 9 novembre, alors que la dépression initiale développait le cyclone Gaja dans le golfe du Bengale (bassin de l'océan Indien nord), la structure du système s'est suffisamment organisé pour générer une autre perturbation tropicale.
Peu après, le système a franchi le 90e méridien est et est entré dans la région australienne, où il fut classé par le centre de Jakarta comme dépression tropicale le 10 novembre, heure locale,. Plus tard le même jour, le JTWC a estimé que la dépression en développement avait atteint le statut de tempête tropicale sur l'échelle de Saffir-Simpson et il lui a attribué la désignation non officielle de 04S. Quelques heures plus tard, à 10 h UTC, le système est revenu vers l’ouest pour entrer dans le bassin du sud-ouest de l’océan Indien, où il a reçu le nom de Bouchra de Météo-France. Il s'est intensifié en douze heures en tempête tropicale sévère.
Au cours des jours suivants, Bouchra a lutté contre des conditions atmosphériques de plus en plus défavorables et a connu un affaiblissement progressif, poursuivant sa trajectoire dans une boucle cyclonique lente juste à l'ouest de la frontière avec la région australienne. Après plusieurs jours, le système est rentré dans la région australienne tard le 12 novembre. À ce stade, le système s'était considérablement affaibli par rapport à son intensité maximale et n'était plus qu'une dépression tropicale.
Le système oscilla ensuite jusqu'au 19 novembre à la frontière entre les zones couvertes par Météo-France et le Bureau of Meteorology australien avant de se dissiper.

### Cyclone tropical intenseKenanga
Le 14 décembre, une dépression tropicale s'est bien formée au sud-ouest de Sumatra dans la région australienne. Après une période de renforcement, il a reçu le nom de Kenanga alors qu’il se dirigeait vers le sud-ouest. Poursuivant sur cette trajectoire, le système est entré dans le bassin du sud-ouest de l'océan Indien le 16 décembre tout en devenant un cyclone tropical intense au cours des trois jours suivants.
À partir du 20 décembre, Kananga s'est affaibli en se dirigeant vers le sud-ouest et s'est dissipé après le 22 décembre au milieu de l'océan.

### Cyclone tropical intenseCilida
Dès le 16 décembre, le centre des cyclones tropicaux de la Réunion a commencé à suivre une zone de perturbation dans sa zone de responsabilité. Celle-ci s'est déplacée vers le sud-est pour devenir une dépression tropicale le 19 décembre à 0 h UTC. Le système s'est renforcé pour devenir la tempête tropicale modérée Cilida six heures plus tard.
Le 20 décembre au matin, Cilida est devenu un cyclone tropical en se dirigeant vers le sud-ouest. La Réunion fut mise en en pré-alerte cyclonique à partir de 18 heures, heure locale.
Le 21 décembre à 18 h UTC, le cyclone est passé en catégorie 4 de l'échelle de Saffir-Simpson avec des vents soutenus sur 1 minute de 240 km/h et des rafales à 300 km/h (cyclone tropical intense dans l'échelle locale). Du côté de Maurice, l'île est passée en alerte de classe I dans la nuit du 20 au 21 décembre, et en alerte II le 21 à 16 h.
Le 23 décembre, Cilida est passée entre Rodrigues et l'île Maurice tout en perdant de son intensité et en se dirigeant vers le sud-est. Le 24 décembre, le système est devenu post-tropical et Météo-France a terminé les bulletins de suivis

### Tempête tropicale modéréeDesmond
Une dépression tropicale s'est formée le 17 janvier dans le canal du Mozambique. Elle s'est intensifiée pour devenir une tempête tropicale modérée et a reçu le nom de Desmond. Le système a atteint son intensité maximale avec des vents de 65 km/h et une pression de 995 hPa avant de toucher la côte et faire 230 sans abris et détruire 54 maisons au Mozambique. Le système s'est dissipé le 22 janvier.

### Tempête tropicale modéréeEketsang
Une dépression tropicale s'est formée le 22 janvier au sud-est de Madagaskar. Le lendemain, le système s'est intensifié pour devenir la tempête tropicale modérée Eketsang, atteignant son intensité maximale avec des vents soutenus de 75 km/h sur 10 minutes et une pression centrale minimale de 993 hPa dans le canal du Mozambique. La tempête a frappé la côte ouest de Madagascar et a fait 27 morts, principalement à cause des glissements de terrain. Le système s'est dissipé le 24 janvier en passant sur le centre de l'île.

### Cyclone tropical intenseFunani
Une perturbation tropicale s'est formée près de 12° 42′ S, 70° 00′ E le 4 février. Se dirigeant vers le sud-est, elle est rapidement passée de dépression à tempête tropicale le lendemain, prenant le nom de Funani. Le 6 février, le système est devenu un cyclone tropical puis un cyclone tropical intense le 7 février au nord-est de Rodrigues. Tournant ensuite vers le sud-ouest le cyclone a accéléré et diminué d'intensité pour devenir post-tropical à 30° 24′ S, 76° 54′ E le 9 février et se dissipe le lendemain.
La menace que présentait le cyclone a mené à l'annulation de 6 vols à destination et en partance de Rodrigues.

### Cyclone tropical intenseGelena
Une dépression tropicale est apparue le 4 février à 11° 27′ S, 58° 06′ E et s'est dirigé vers l'ouest-sud-ouest. Elle est devenue une tempête tropicale, puis un cyclone, le 6 février sous le nom de Gelena en effectuant un changement de cap vers le sud-est. Le cyclone est devenu intense le 9 février, en passant à plusieurs centaines de kilomètres au nord de l'île Maurice, puis frôla la côte sud de Rodrigues le 10 février. Par la suite, le système se dirigea rapidement vers le sud-est tout en perdant rapidement de son intensité. Le 14 février, il n’était plus qu'une dépression post-tropicale en dissipation.
Gelena a été la deuxième tempête à toucher l’île de Rodrigues en une semaine, après Funani. Le cyclone a apporté des vents violents qui ont détruit 90 % du réseau électrique de l'île ce qui a forcé le gouvernement mauricien à distribuer 35 millions de roupies (1,02 million $US) pour réparer les dégâts.

### Cyclone tropical intenseHaleh
Le 28 février, la dépression tropicale 10 s'est formée dans le centre-sud de l'océan Indien, au sud des Maldives. Le 2 mars, le système s'est renforcé pour devenir la tempête tropicale modérée Haleh, avant de s'intensifier dans une tempête tropicale violente plus tard dans la journée. Le 3 mars, Haleh est devenu un cyclone tropical et se trouvant dans des conditions favorables, il a continué de s'intensifier pour atteindre son intensité maximale le 4 mars en tant que cyclone tropical intense, équivalent à la catégorie 4 dans l'échelle de Saffir-simpson, avec des vents soutenus sur une minute de 215 km/h.
Le 5 mars, Haleh est entré dans une zone aux conditions hostiles caractérisées par une faible température de surface de la mer et un cisaillement du vent vertical moyen. Le système est rapidement redescendu à un cyclone tropical de catégorie 1 puis s'est progressivement affaiblie au cours des deux jours suivants Haleh a finalement dégénéré en dépression post-tropicale le 7 mars. Sa trajectoire ayant toujours été loin des terres, il n'a causé aucun dommage connu.

### Cyclone tropical intenseIdai
La dépression tropicale 11 s'est formée le 4 mars sur la côte est du Mozambique et a dérivé très lentement vers le nord-est, atteignant le Mozambique plus tard dans la journée. Le 6 mars, le Joint Typhoon Warning Centre (JTWC) a commencé à émettre des bulletins. Le 7 mars, la tempête s'est dirigée ouest-sud-ouest, tout en conservant son identité tropicale même en restant sur terre. Le 8 mars, elle a fait demi-tour vers l'est et tôt le lendemain a émergé dans le canal du Mozambique. Plus tard le même jour, le système s’est transformé en tempête tropicale modérée et a reçu le nom Idai.
Le 10 mars, Idai a commencé à s'intensifier rapidement, se transformant en un cyclone tropical près de Madagascar, et le système a alors tourné en direction du sud-ouest. Le lendemain, la tempête s'est intensifiée pour devenir le septième cyclone tropical intense de la saison et a bientôt atteint un premier pic d'intensité en tant que cyclone tropical de avec des vents soutenus sur 10 minutes de 175 km/h. Le 12 mars, Idai a commencé à s'affaiblir, alors que le système subissait un cycle de remplacement du mur de l'œil. Le 13 mars, il a commencé à accélérer vers l'ouest puis a rencontré des conditions favorables et a atteint son maximum d'intensité le 14 mars vers 0 h UTC à 195 km/h sur 10 minutes et 205 km/h sur 1 minute, ainsi une pression centrale minimale de 940 hPa, soit l'équivalent de la catégorie 3 dans l'échelle de Saffir-Simpson.
Le 15 mars à 0 h UTC, le CMRS de La Réunion a annoncé qu’Idai avait touché terre près de Beira, au Mozambique, avec des vents soutenus de 10 minutes à 165 km/h. Idai s'est ensuite rapidement affaibli en entrant sur les terres et a dégénéré en dépression tropicale plus tard dans la journée. Par la suite, Idai s'est lentement déplacé tout en déversant de grandes quantités de pluie, ce qui a entraîné des inondations générales. Tard le 16 mars, le système a dégénéré en dépression qui a continué à déverser des pluies dans la région. Le 17 mars, le reste d’Idai s'est à nouveau tourné vers l'est, pour finalement revenir dans le canal de Mozambique une deuxième fois le 19 mars.
Idai a fait plus de 1 000 morts et détruit de grandes zones au Mozambique, au Malawi et les pays limitrophes faisant pour au moins 2 milliards $US de dégâts.

### Cyclone tropical intenseSavannah
Le 13 mars, le CMRS La Réunion a commencé à suivre une dépression tropicale venant du bassin australien à 10° 32′ S, 97° 04′ E. Elle est rapidement devenue la tempête tropicale Savannah le lendemain tout en se dirigeant vers le sud-ouest. Le 15 mars, le système fut rehaussé à cyclone tropical puis à cyclone tropical intense le 17 mars. À partir du 18 mars, Savannahah a commencé à faiblir et le 19 est passé à tempête tropicale avant de se dissiper le 20 mars. Elle n'a affecté aucune terre du bassin sud-ouest de l'océan Indien mais a causé des dommages et des pertes de vies dans le bassin australien.

### Cyclone tropical intenseJoaninha
Le 18 mars, la dépression tropicale 13 s'est formée à l'est de Madagascar. Après quelques jours à dériver vers l'ouest puis le sud-est, le système s'est intensifié pour devenir la tempête tropicale modérée Joaninha le 22 mars au nord-ouest de l'île Maurice. Le 24 mars à 0 h UTC, le système est devenu un cyclone tropical.
Le 25 mars, Joaninha a augmenté d'intensité avec des vents soutenus sur 10 minutes de 150 km/h et des rafales de plus de 200 km/h selon le CMRS La Réunion. Selon le Joint Typhoon Warning Center (JTWC) les vents soutenus sur une minute étaient de 105 nœuds (194 km/h), ce qui est l'équivalent de la catégorie 3 dans l’échelle de Saffir-Simpson. Le cyclone se dirigeait alors vers le sud-est en direction de l’île de Rodrigues tout en se trouvant dans une situation très favorable à une certaine intensification. En fin de journée, le CMRS La Réunion a rehaussé Joaninha au niveau de cyclone tropical intense.
Le 26 mars, le centre du système est passé à environ 80 km au nord-est de l'ile Rodrigues en fin de matinée alors que ses vents soutenus sur 10 minutes étaient de 185 km/h avec des rafales à 260 km/h. L'intensité dans l'échelle de Saffir-Simpson est passée à la catégorie 4. Selon les rapports du Mauritius Meteorologcial Services, la plus forte rafale relevée sur l'île fut de 184 km/h à Patate Théophile faisant des dégâts importants, en plus d'inondations de maisons reliées aux pluies diluviennes (jusqu'à 200 mm),. La  quasi-totalité des foyers se sont retrouvés sans électricité, 400 habitants de l'île durent se rendre dans des refuges et 40 personnes furent blessées,.
Le 28 mars en fin de journée, le système était toujours intense avec une pression centrale de 949 hPa à 22° 00′ S, 67° 48′ E tout en se dirigeant vers le sud. Joaninha devait faiblir graduellement par la suite en se dirigeant vers le pôle Sud. Le 30 mars à 6 h UTC, le CMRS La Réunion a déclaré qu’Idai était devenu une dépression post-tropical à 1 530 km à l'est-sud-est des côtes réunionnaises.

### Cyclone tropical intenseKenneth
Le 21 avril, Le CMRS de la Réunion de Météo-France a lancé des avis sur la perturbation pour la tropicale 14, située au nord-est de Madagascar. Le système a dérivé vers l'ouest tout en s'organisant. Tôt le 23 avril, il est devenu une dépression tropicale et à 12 h UTC, cette dernière s'est transformée en une tempête tropicale modérée, baptisée Kenneth, puis tôt le 24 avril, un cyclone tropical.
Approchant du Mozambique, il a atteint une intensité équivalente à un ouragan de catégorie 3 dans l'échelle de Saffir-Simpson,. Vingt-quatre heures plus tard, Kenneth causait de nouveaux dégâts et inondations juste un mois après le passage du cyclone Idai dans la région. Le lendemain, Kenneth a atteint son intensité maximale, devenant un cyclone tropical intense de catégorie 4, en commençant à affecter la côte du Mozambique, touchant la côte, donnant des vents soutenus sur une minute de 220 km/h, juste au nord de Pemba. Cela a fait de Kenneth le système tropical le plus intense de l'histoire écrite du Mozambique et seulement la seconde fois que deux tempêtes l'ont touché au cours de la même saison à l'intensité de cyclone tropical.
Kenneth s'est ensuite affaibli extrêmement rapidement malgré l'environnement atmosphérique relativement favorable et le relief plat du nord du Mozambique. Les vents maximums soutenus du système sur dix minutes sont passés de 205 km/h à seulement 65 km/h en dix heures. Le 26 avril, Kenneth est devenue une simple dépression tropicale, tout en continuant son mouvement vers le sud et le CMRS a cessé d'émettre des bulletins, laissant le soin au service météorologique du Mozambique de la suivre. Le 27 avril, la dépression a commencé à se diriger vers le nord, donnant des orages au large des côtes du pays.
Kenneth a tué au moins 50 personnes (7 aux Comores et 43 au Mozambique) et blessé au moins 276 personnes. Au Mozambique, Kenneth a causé des dommages généralisés dans la ville de Pemba, notamment de graves pannes de courant et de nombreux arbres ont été abattus. Le bilan provisoire publié le 28 avril par l'Institut mozambicain de gestion des situations d'urgence parle de plus de 23 000 sans-abri et de près de 35 000 habitations partiellement ou totalement détruites dans le nord du pays mais les risques d'inondations avec les pluies diluviennes pouvait augmenter ce décompte. L'ONU déclare qu'elle va débloquer 13 millions de fonds d'urgence pour venir en aide à la population.

### Cyclone tropicalLorna
Le 21 avril, la dépression tropicale 15 s’est formée au sud-est des Maldives. Le système s’est déplacé vers le sud-est, avant de virer vers le sud-sud-est le 22 avril, tout en se raffermissant lentement. Le lendemain, le système s’est intensifié en tempête tropicale modérée Lorna, faisant de la saison 2018-2019 la saison des cyclones la plus active enregistrée dans le sud-ouest de l’océan Indien depuis le début des satellites et surpassant le record précédent établi par la saison 1993-1994.
Lorna a repris sa direction sud-est le 24 avril, tout en continuant à s’organiser. Le 25 avril, elle s’est intensifiée pour devenir une forte tempête tropicale Le même jour, Lorna a commencé à interagir avec une dépression tropicale plus petite à l’est, dans le bassin de la région australienne, avant d’absorber le système plus faible tôt le lendemain.
Le 26 avril, le Joint Typhoon Warning Center (JTWC) a fait passer Lorna au statut de cyclone de catégorie 1 dans l'échelle de Saffir-Simpson, tandis que le système a commencé à virer vers le sud. Peu après, il a rencontré un cisaillement vertical relativement fort et une baisse constante de la température de la mer alors qu’il poursuivait sa trajectoire vers le sud, ce qui a entraîné l’arrêt de sa tendance à l’intensification graduelle.
Cependant, de façon un peu inattendue et contredisant les prévisions du CMRS de la Réunion et de la JTWC, le système a développé un œil clairement défini et s’est rapidement intensifié le 28 avril. Par conséquent, le CMRS a transformé le système en cyclone tropical, tandis que le JTWC a fait passer Lorna au statut de catégorie 1 sur l’échelle Saffir-Simpson pour la deuxième fois. Le 29 avril, Lorna est devenue une dépression post-tropicale qui devait devenir extratropicale le lendemain en continuant vers le pôle sud.

## Chronologie des événements
| D | T | 1 | 2 | 3 | 4 | 5 |

## Records
Cette saison sera celle de tous les records, battant celle de 1993-94 : 
- Saison la plus meurtrière (1382 morts)
- Saison la plus coûteuse de l'histoire du bassin (plus de 2 milliards de $ de dégâts)
- Plus grand nombre de tempêtes (15)
- Plus grand nombre de cyclones tropicaux (11)
- Plus grand nombre de cyclones tropicaux intenses (10)